# Sayyid Ali al-Mirghani
El sàyyid Alí al-Mirghaní (àrab: علي الميرغني, ʿAlī al-Mīrḡanī) (1873-1968) fou el cap de la tariqa o confraria khatamiyya del Sudan i patró del partit polític Partit Nacional Unionista.
Després de la I Guerra Mundial els britànics van encoratjar la reconstitució de les tariqes religioses. Els anys trenta es va viura la competició entre el sàyyid Ali al-Mirghani, cap de la tariqa khatamiyya, oposat al mahdisme i favorable als britànics, i el sàyyid Abd-ar-Rahman ibn al-Mahdí, cap de la tariqa Mahdiyya o dels Ansar. Ali al-Mirghani va apadrinar el 1953 al Partit Nacional Unionista d'Ismail al-Azhari, que va guanyar les eleccions (novembre de 1953) i va ser nomenat primer ministre (gener de 1954). El 1956 al-Azhari va fer canvis al govern que no van agradar a al-Mirghani i va fer sortir del partit i el parlament els seus addictes (juny) que van formar el Partit Popular Democràtic Sudanès, provocant la caiguda del govern (juliol de 1956). El 1967 aquest partit es va reunificar amb el Partit Nacional Unionista formant el Partit Democràtic Unionista, en una decisió adoptada a la mateixa casa d'al-Mirghani. Va morir a l'any següent i el va succeir el seu fill, el sàyyid Muhàmmad Uthman al-Mirghaní.